# 島津国造
島津国造（しまづのくにのみやつこ・しまづこくぞう）は、志摩国を支配した国造。

## 概要

### 祖先
- 『先代旧事本紀』「国造本紀」に、成務朝に出雲国造同祖・佐比邇足尼の孫の出雲笠夜命が島津国造に任じられたという。

### 氏族
島氏（しまうじ、姓は直）で、二方国造と同族。国造制の終焉後も中世まで答志郡郡領を務めた。系図や「国造本紀」の記事から一般に出雲臣と同族とされる。

## 本拠

### 支配領域
国造の支配領域は当時島（津）国と呼ばれた地域、後の志摩国、現在の三重県志摩地方に当たる。

## 氏神
旧答志郡に鎮座する志摩国一宮である伊雑宮。

### 関連神社
- 佐美長神社（さみながじんじゃ）
志摩市磯部町恵利原に鎮座する式内社。同族の二方国造と同じく大歳神を祀る[2]。